# الانتخابات الرئاسية الألمانية 2010
الانتخابات الرئاسية الألمانية 2010 هي الانتخابات الرئاسية الألمانية ‏ التي جرت في 30 يونيو 2010، في ألمانيا، لانتخاب رئيس ألمانيا، فاز بالانتخابات كريستيان فولف، وحصل على 625 صوتاً، وقد بلغت عدد الإصوات المقبولة في الانتخابات 1,240 صوتاً.

## المرشحين
| المرشح        | الحزب | عدد الأصوات |
| ------------- | ----- | ----------- |
| كريستيان فولف |       | 625         |
| يواخيم غاوك   |       | 494         |